# Kreativitet
Kreativitet är en metod för problemlösning, som, enligt Teresa Amabile i Creativity in Context, bygger på nya och passande responser på en heuristisk uppgift. Dessa responser kan vara allt från en tanke till en produkt av konstnärlig, politisk, akademisk eller teknisk art, eller höra till affärslivet. Kreativitet är ett resultat av tre funktioner i samverkan. Det handlar för det första om kunskaper inom ett område. För det andra handlar det om kunskaper om kreativa processer, alltså olika metoder för nytänkande. För det tredje handlar det om inre motivation. När dessa tre samverkar är möjligheterna för en kreativ respons som störst. I kreativitet ingår att frambringa nya idéer, vara originell, genomföra idéerna och att bearbeta dem. Kreativitet som fenomen och egenskap studeras inom skilda fält, med olika utgångspunkter. Fantasi är till skillnad från kreativitet uteslutande en kognitiv process; kreativiteten leder till ett resultat eller en produkt.

## Etymologi
Ordet kreativitet är belagt i svenska språket från 1959. Det är härlett från latinets creō, 'att skapa'.

## Teorier om kreativitet
Under antiken och framåt betraktades kreativitet som en gudomlig ingivelse, men konst ansågs vara framsprungen ur en mimetisk strävan hos konstnärerna; konst betraktades som imitationer av verkligheten. I Platons verk gestaltas kreativiteten med muserna. Inspiration är ett begrepp som härrör från denna idétradition; det kommer från latin, in spirare, vilket ordagrant betyder 'i anden', men fick tidigt innebörden 'andetag', 'inandning'. Inspiration och kreativitet hänger nära samman; kreativiteten förutsätter inspiration, att befinna sig i rätt mentalt tillstånd eller att få en ingivelse. Ytterligare en förutsättning för kreativiteten är en lekfull och frigjord förmåga att bryta mot ett invant sätt att se världen eller ett problem, ofta genom att använda analoga synsätt. I den senare bemärkelsen är konventioner, stress och inskränkningar hämmande för kreativiteten.
Sigmund Freud definierade kreativiteten som en process som löser de inre spänningar som kommer av konflikter mellan det medvetna och det omedvetna, och att produkten är ett sätt att ge det omedvetna ett socialt accepterat uttryck. Andra psykoanalytiska förhållningssätt är att se det som en försvarsmekanism (regression). Mer pragmatiskt inställda forskare har mot detta framhållit kreativiteten som ett kognitivt tillstånd där mentala blockeringar hävts, och försökt finna metoder för att lösa sådana blockeringar, till exempel brainstorming. Enligt Jonah Lehrer har dock brainstorming i ett antal vetenskapliga studier visats inte fungera, och han refererar till forskning gjord av Charlan Nemeth. Ett av momenten i brainstorming, är att man inte får kritisera, detta har visat sig göra att förslagen blir färre, och av mycket sämre kvalitet. I de möten där man tillåts kritisera lämnas dubbelt så många förslag, och dagen efter så har gruppen 7 gånger så många förslag. Till exempel så är konstruktiv kritik, syftet med animeringsstudion Pixars dagliga så kallade "shredding" möten.
Mihaly Csikszentmihalyi har redogjort för ett annat betraktelsesätt på kreativitet. Kreativiteten innehåller 1. en domän med symboliska regler, 2. individer som bevakar inträde till domänen, och 3. en individ som kommer med en ny symbol eller tankemönster som därefter domänen införlivar, varigenom domänen har blivit en ny domän. Kreativa människor, menar han är orädda, fokuserade och målmedvetna med sina idéer, och under processen upplever de en depersonalisation och dissociation.

## Den kreativa processen
Under sent 1800-tal började forskare identifiera olika stadier i den kreativa processen. Hermann von Helmholtz, en tysk naturforskare, delade in kreativitet i tre stadier. Dessa var mättnad, ruvande och uppenbarelse. Senare kom den amerikanske psykologen Jacob Getzels med en modell med fem olika stadier, dessa var: första insikten, mättnad, ruvande, aha-upplevelsen samt verifikation. Efter detta har det kommit ännu mer forskning och studier som drar olika slutsatser, bland annat “Geneplore” modellen och divergent tänkande.

### Ruvning
Ruvning innebär ett tillfälligt avbrott från den kreativa processen som kan leda till uppenbarelse.  Anledningen till detta är att man genom ett avbrott kan glömma vilseledande detaljer och på så sätt får ett klarare perspektiv på processen.

## Kreativitet och galenskap
Det har sedan antiken varit vanligt att knyta kreativiteten till galenskap, och har ibland uttryckts såsom 'det galna geniet' eller 'den galna vetenskapsmannen'. Forskare vid Semmelweis universitet i Budapest har hittat en gen som både kan yttra sig i psykisk sjukdom (i synnerhet psykos) och i kreativitet. Hos dessa uppträder kreativiteten bland genbärare som också är intellektuella och har hög utbildning.

## Kreativitet och intelligens
Kreativitet har troligen inget direkt samband med logisk-matematisk intelligens. Andra personlighetsdrag som ofta finns hos kreativa människor är riskbenägenhet, ett estetiskt sinne, självförtroende, och en förkärlek för komplexitet. Viljan till självförverkligande fungerar ofta motivatoriskt för kreativiteten.

## Kreativitet och lärande
Kreativiteten är även viktig för vår personliga utveckling, att kunna lära sig något nytt. I universitetsvärlden har krafter börjat att förstå sig på detta och studerar ämnet närmare. Bland annat görs detta i Södertörns högskola i Huddinge där man anser att kreativitet "är en stor och viktig del" och att det viktiga med den kreativa processen är att "man förändras och förändrar".